# WWF Aggression
WWF Aggression es un álbum recopilatorio lanzado por la World Wrestling Federation en 2000. En él se recogen versiones en clave rap de entrada de los luchadores, interpretada por artistas famosos. La temática era hacer uno de rap y otro de rock, el cual sería el WWF Forceable Entry

## Lista de canciones
| #  | Canción                | Luchador                | Artista                                             | Duración |
| -- | ---------------------- | ----------------------- | --------------------------------------------------- | -------- |
| 1  | "The Kings"            | D-Generation X          | Run-D.M.C.                                          | 3:29     |
| 2  | "Wreck"                | Mankind                 | Kool Keith & Ol' Dirty Bastard                      | 4:55     |
| 3  | "Know Your Role"       | The Rock                | Method Man                                          | 4:45     |
| 4  | "Hell Yeah"            | Stone Cold Steve Austin | Snoop Dogg & WC                                     | 3:54     |
| 5  | "No Chance"            | Vince McMahon           | Redman, Rock de Heltah Skeltah & Peanut Butter Wolf | 3:42     |
| 6  | "I Won't Stop"         | Gangrel                 | C-Murder & Magic                                    | 3:55     |
| 7  | "Big Red Machine"      | Kane                    | Tha Eastsidaz                                       | 3:45     |
| 8  | "Break Down the Walls" | Chris Jericho           | R.A. The Rugged Man                                 | 3:30     |
| 9  | "You Ain't Hard"       | New Age Outlaws         | Bad Azz & Techniec                                  | 4:18     |
| 10 | "Pimpin' Ain't Easy"   | The Godfather           | Ice T                                               | 3:02     |
| 11 | "Game"                 | Triple H                | Mystikal & Ras Kass                                 | 3:17     |
| 12 | "Big"                  | The Big Show            | Mack 10, K-Mac, Boo Kapone & MC Eiht                | 4:23     |
| 13 | "Ministry"             | The Undertaker          | Dame Grease                                         | 5:01     |

## Posicionamiento
| Lista (2000)                          | Posición |
| ------------------------------------- | -------- |
| U.S. Billboard 200                    | 8        |
| Top Canadian Albums                   | 6        |
| U.S. Billboard Top R&B/Hip-Hop Albums | 10       |